# 4 Your Eyez Only
Albums de J. Cole
Forest Hills Drive: Live
(2016) KOD
(2018)
4 Your Eyez Only est le quatrième album studio du rappeur américain J. Cole, sorti en 2016.
L'album s'est classé 1er au Top R&B/Hip-Hop Albums, au Top Rap Albums et au Billboard 200.

## Liste des titres
| No  | Titre                   | Auteur  | Producteur(s)                    | Durée |
| --- | ----------------------- | ------- | -------------------------------- | ----- |
| 1.  | For Whom the Bell Tolls | J. Cole | Elijah Scarlett, J. Cole (co.)   | 2:07  |
| 2.  | Immortal                | J. Cole | Cardiak, Frank Dukes             | 3:21  |
| 3.  | Deja Vu                 | J. Cole | Boi-1da, Velous, Vinylz          | 4:24  |
| 4.  | Ville Mentality         | J. Cole | Elite, Ron Gilmore               | 3:14  |
| 5.  | She's Mine Pt. 1        | J. Cole | J. Cole, Deputy                  | 3:29  |
| 6.  | Change                  | J. Cole | J. Cole                          | 5:31  |
| 7.  | Neighbors               | J. Cole | J. Cole                          | 3:36  |
| 8.  | Foldin Clothes          | J. Cole | J. Cole, Steve Lacy              | 5:16  |
| 9.  | She's Mine Pt. 2        | J. Cole | J. Cole, Deputy                  | 4:38  |
| 10. | 4 Your Eyez Only        | J. Cole | BLVK, J. Cole (co.), Elite (co.) | 8:50  |

* (co.) Coproducteur

## Classements hebdomadaires
| Classement (2016)                  | Meilleure position |
| ---------------------------------- | ------------------ |
| Allemagne (Media Control AG)       | 79                 |
| Australie (ARIA)                   | 6                  |
| Belgique (Flandre Ultratop)        | 34                 |
| Belgique (Wallonie Ultratop)       | 121                |
| Canada (Canadian Albums Chart)     | 1                  |
| Danemark (Tracklisten)             | 16                 |
| Finlande (Suomen virallinen lista) | 31                 |
| Norvège (VG-lista)                 | 6                  |
| Nouvelle-Zélande (RIANZ)           | 10                 |
| Pays-Bas (Mega Album Top 100)      | 8                  |
| Suède (Sverigetopplistan)          | 3                  |
| Suisse (Schweizer Hitparade)       | 16                 |